# Ostroretka stěhovavá
Ostroretka stěhovavá (Chondrostoma nasus) je sladkovodní ryba z čeledi kaprovitých. Je původním druhem moravských vod, ale vysazováním se rozšířila i do řeky Labe. Tato ryba žije v početných hejnech. Tvoří významnou část potravy hlavatky obecné.

## Popis
Tělo je štíhlé, z boků mírně zploštělé. Má výrazná spodní ústa, která slouží k seškrabávání řas z povrchu kamenů. Hřbet je šedomodrý, boky stříbřité. Párové ploutve a řitní ploutev jsou načervenalé, ostatní tmavé. Dožívá se přibližně 20 let a dosahuje délky až 60 cm a hmotnosti 3 kg.

## Výskyt
Obývá hlavně lipanové a parmové pásmo. Na Moravě a ve Slezsku (povodí Odry a Dunaje) je původním druhem, avšak v Čechách byla na mnoha místech vysazena uměle (Vltava, Berounka, Ohře, Labe…). Zatím se však nikde nerozšířila nadměrně. Vedle České republiky se vyskytuje ve Francii, Německu, Itálii a celé východní Evropě.

## Potrava
Hlavní součást stravy ostroretek tvoří řasy, které seškrabává z povrchu kamenů. Mimo to přijímá i larvy hmyzu.

## Rozmnožování
Tření probíhá v období od března do května. Podobně jako u ostatních druhů kaprovitých ryb se během tření objevuje viditelná třecí vyrážka. V této době ostroretka táhne ve velkých hejnech proti proudu řeky do mělkých partií. Samice naklade 1000 až 60 000 jiker na kamenité nebo štěrkové dno.

## Ostroretka stěhovavá a člověk
Ostroretka je mezi rybáři velmi oblíbenou sportovní a bojovnou rybou. Loví se na plavanou, položenou – feeder nebo muškařením. Velmi početná je na Moravě v Bečvě a Svratce. Ve Slezsku, zejména na řekách Opava, Moravice, Olše, se vyskytují exempláře běžně i o délce nad 50 centimetrů a hmotnosti až 2,1 kg. V 21. století je decimována jako ostatní reofilní druhy (ryby preferující život ve vodách s větším průtokem) populacemi migrujících kormoránů z oblasti Pobaltí, zejména Estonska a Lotyšska.

## Lov
Ostroretka se živí zejména řasami, jikrami a hmyzem. Nepatří mezi agresivní ryby, spíše si v klidu prohledává dno a čeká, co přijde. Pro lov ostroretek je nejvhodnější návnadou marmyška, či rotačka s přidaným červíkem nebo svazečkem mladých zelených řas. Návnadu je nejlepší nechat u dna a čas od času s ní potřást, aby si jí ryba všimla. Přestože ostroretka není agresivní, její záběr je velmi rychlý a silný. Typickým pohybem ostroretek je škubání hlavou ve snaze vysmeknout se z háčku, a v prutu je to cítit.
Nejvhodnější období pro lov ostroretek je buďto léto v mělčích proudech, či podzim v hlubších nadjezích. Je však možné chytit ostroretku i v zimě.